# Domi Kumbela
Domi Kumbela (Kinshasa, 1984. április 20. –), ismert becenevén Dominick, Kongói DK labdarúgó.